# Blainvillea acmella
Blainvillea acmella là một loài thực vật có hoa trong họ Cúc. Loài này được (L.) Philipson mô tả khoa học đầu tiên năm 1950.